# Affreschi per le porte di Napoli
Gli Affreschi per le porte di Napoli furono realizzati da Mattia Preti tra il 1657 e 1659 quale ex voto offerto dalla città per la fine della spaventosa pestilenza che colpì la capitale meridionale nel 1656.
Dei sette affreschi realizzati dal Preti su altrettante porte cittadine ci è oggi pervenuto solo quello che sormonta Porta San Gennaro.

## La peste a Napoli nel 1656

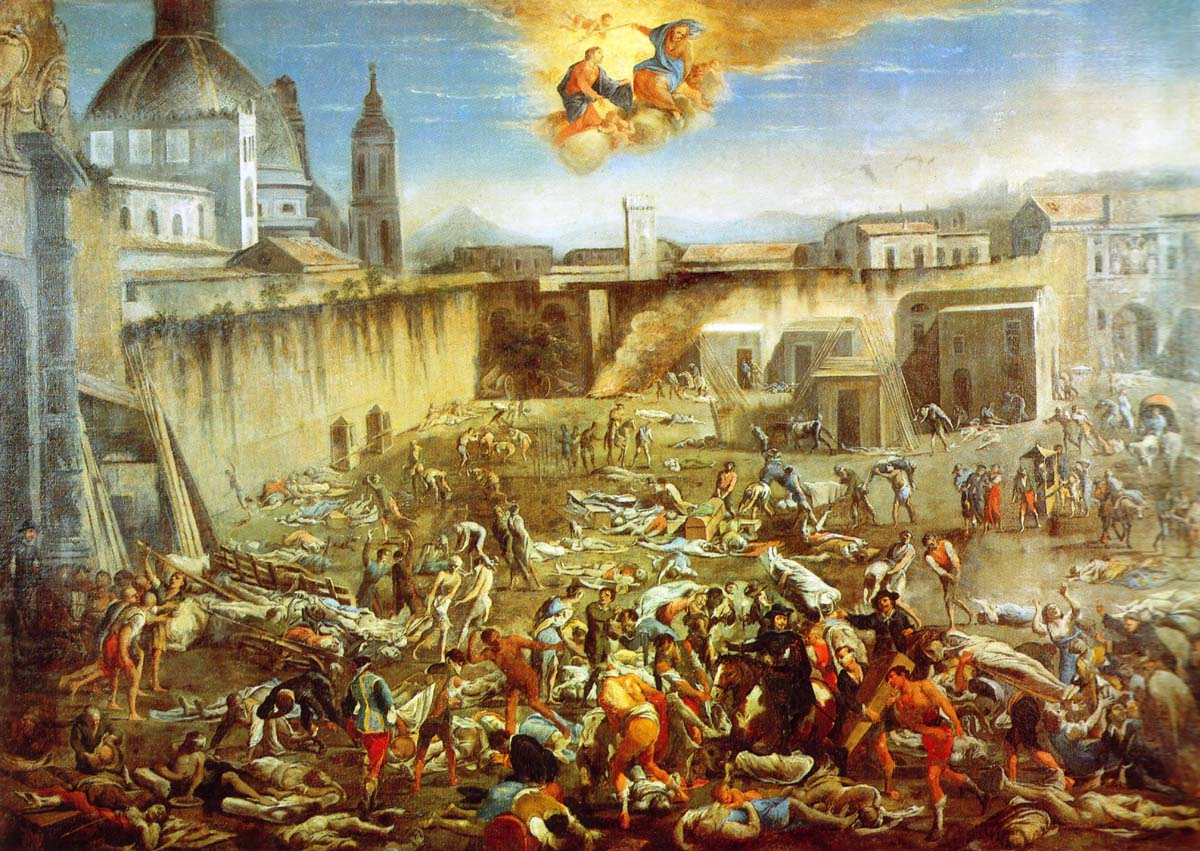
Micco Spadaro, Piazza Mercatello durante la peste del 1656, 1656, Napoli, Museo nazionale di San Martino

Nei decenni precedenti Napoli aveva conosciuto un forte incremento della popolazione urbana. L'amministrazione vice-reale spagnola tuttavia, memore della rivolta di Masaniello avvenuta solo pochi anni prima, impedì ogni ulteriore espansione della città, reputando che tale misura facilitasse il controllo e la repressione di eventuali nuovi moti insurrezionali. 
L'altissima densità della popolazione unita alle precarie condizioni igieniche tipiche del tempo - a Napoli forse ancor più gravi a causa dell'inefficienza del governo vice-reale - creò le condizioni più favorevoli per la diffusione del morbo che già imperversava in altre zone del Mediterraneo: nel 1647 ampie parti della Spagna (in particolare Valenza e Barcellona con i rispettivi contadi) erano state duramente falcidiate dalla peste; poco dopo il morbo fece la sua comparsa a Marsiglia decimandone la popolazione; dalle coste meridionali francesi il male raggiunse quindi la Sardegna. Si tramanda che proprio da imbarcazioni provenienti da quest'isola l'epidemia venne portata a Napoli. I primi decessi causati dalla peste si registrarono nel rione Lavinaio (attuale quartiere Pendino), adiacente al porto, e nel limitrofo quartiere Mercato.

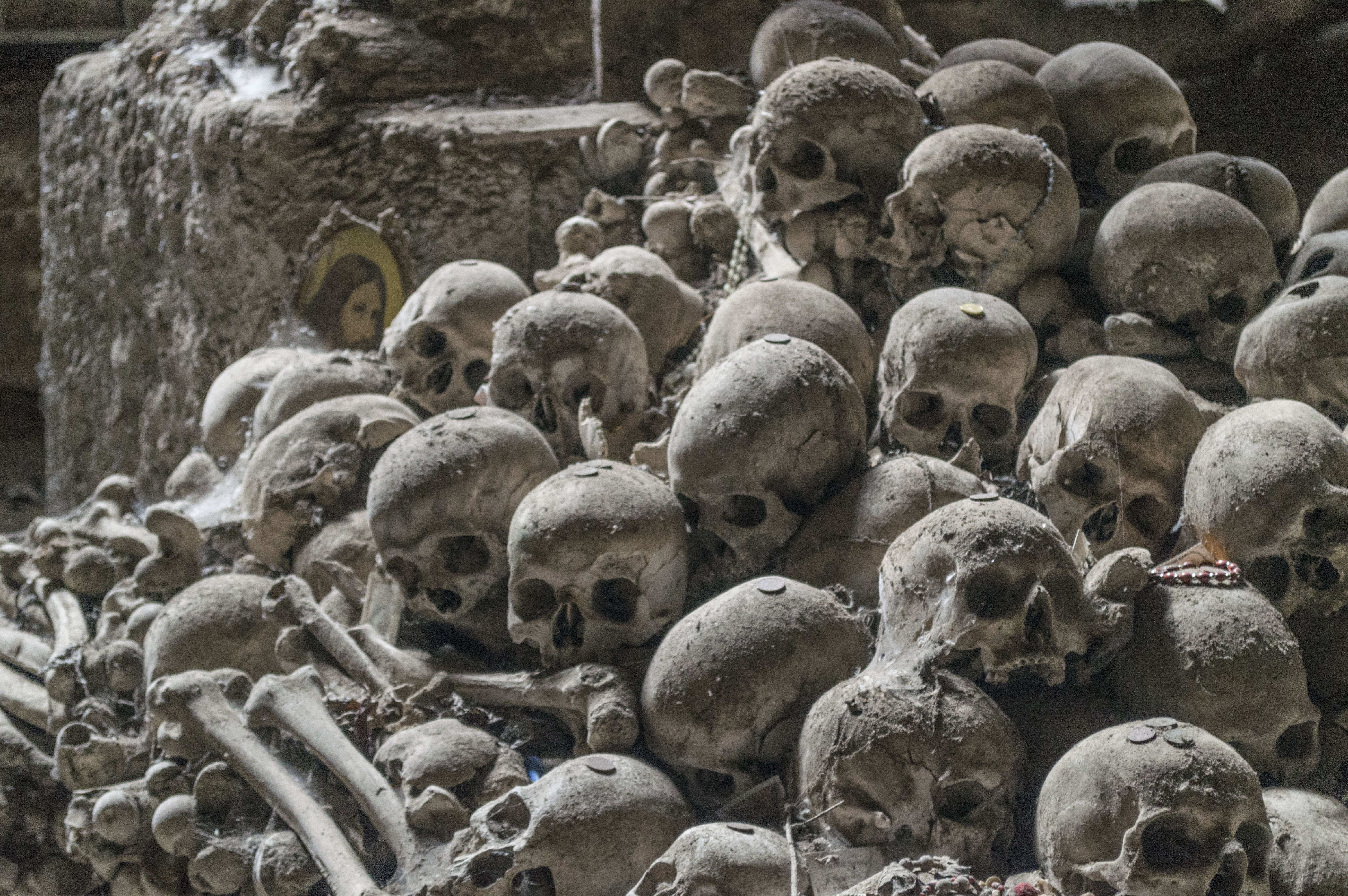
Teschi dei morti di peste nel cimitero delle Fontanelle

In assenza di qualsiasi efficace misura di contrasto, ed anzi inizialmente negata dalle autorità, l'epidemia ebbe rapidissima espansione e tra la primavera e l'estate del 1656 causò una vera e propria ecatombe tra la popolazione. In quei pochi mesi dei circa 450.000 abitanti che contava allora Napoli - e che ne facevano una delle città più popolose d'Europa - ne morirono di peste poco meno della metà. 
All'acme dell'epidemia i decessi arrivarono ad alcune migliaia al giorno, al punto che la città precipitò nel caos più disperato: le vie e le piazze di Napoli erano ingombre di moribondi e di cadaveri senza nessuno che potesse soccorrere i primi o seppellire i secondi. Solo sul finire dell'estate la peste iniziò a perdere virulenza per poi cessare del tutto. 
Vivida testimonianza ancora oggi osservabile dell'immane tragedia si trova nel cimitero delle Fontanelle ove tuttora si possono vedere i resti di migliaia di scheletri di napoletani morti durante la pestilenza del 1656.

## Storia dell'opera

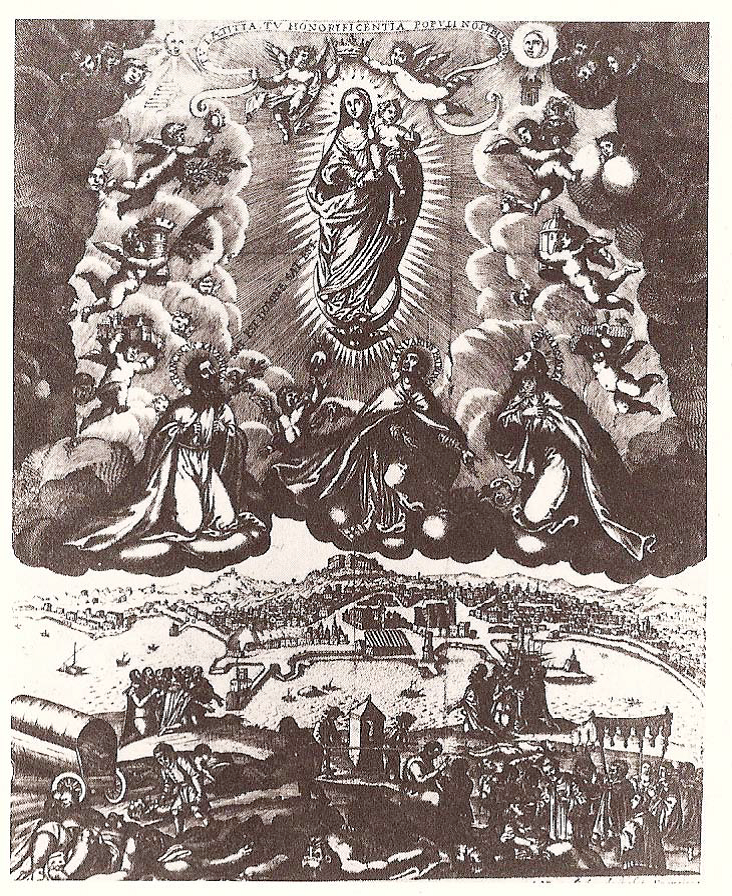
L'incisione di Nicolas Perrey, 1656

A fronte della sostanziale inutilità delle misure di profilassi pur adottate, le autorità cittadine emanarono alcuni provvedimenti finalizzati alla pubblica invocazione della grazia divina per la fine della calamità. In particolare i Deputati della Salute, in data 12 giugno 1656, deliberarono di porre la città di Napoli sotto la protezione della Vergine Immacolata e dichiararono altresì la solenne devozione dei napoletani per san Francesco Saverio, che in vita durante la sua attività di evangelizzazione condotta in Estremo Oriente aveva dimostrato miracolose capacità taumaturgiche.
A stretto giro, il 16 giugno del 1656, il Consiglio degli Eletti (altro organo amministrativo partenopeo) deliberava che sulle porte cittadine fosse effigiata un'immagine della Vergine Immacolata con il Bambino in braccio, affiancata da san Gennaro, san Francesco Saverio e santa Rosalia. Nel medesimo atto si dava mandato di procedere alla scelta del pittore cui assegnare questo incarico e si stabiliva altresì di pubblicare stampe raffiguranti lo stesso tema prescelto per le porte al fine di distribuirle al popolo per la devozione di ogni napoletano. Alla realizzazione di queste stampe provvide l'incisore Nicolas Perrey (francese di nascita lungamente attivo a Napoli), licenziandole verosimilmente prima degli affreschi sulle porte e fornendo così un modello iconografico poi tenuto in conto nella stesura delle pitture murali.
La commissione per gli affreschi fu invece conferita, nel novembre del 1656, a Mattia Preti che già da qualche anno viveva a Napoli e si era imposto come uno dei protagonisti del panorama artistico cittadino. 

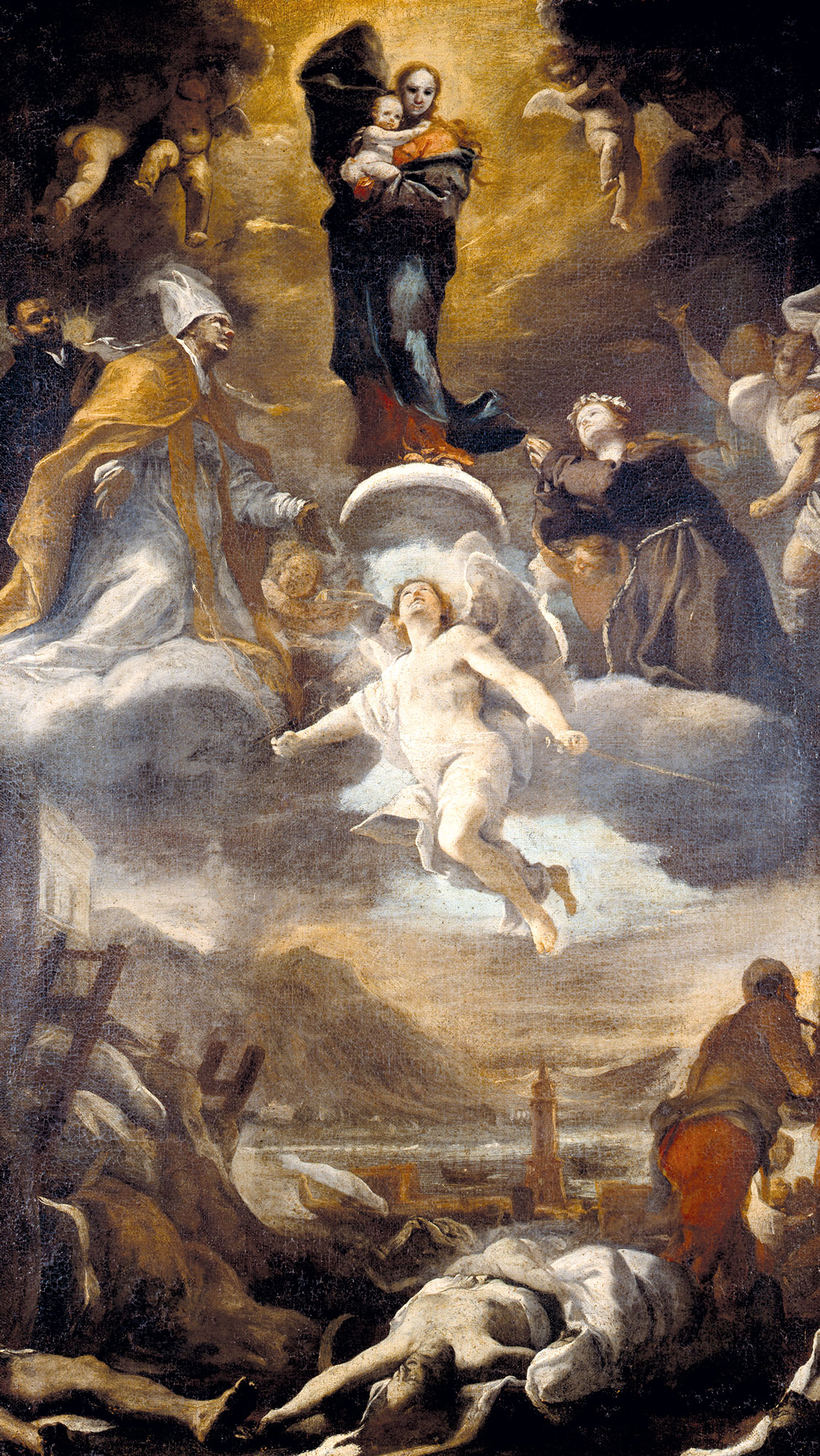
Mattia Preti, Bozzetto degli affreschi dell porte di Napoli, 1656, Napoli, Museo di Capodimonte. Si nota il dettaglio dell'angelo che regge le ampolle di san Gennaro

Particolarmente suggestivo è il racconto fatto da Bernardo De Dominici (peraltro un discendente del pittore di Taverna) circa le modalità di reclutamento del Cavalier Calabrese per questa impresa artistica. Narra lo storico che Mattia Preti era stato imprigionato e condannato a morte per aver ucciso una guardia che cercava di impedirgli di fare ingresso in città, da dove si era in precedenza allontanato, cui l'accesso era stato vietato per motivi sanitari. 
Giunta al Viceré la notizia che il reo fosse un valentissimo pittore, questi gli offrì la grazia se il Preti avesse accettato di realizzare i dipinti sulle porte cittadine gratuitamente. La versione del De Dominici tuttavia è del tutto fantasiosa in quanto risulta da fonti storiche che Mattia Preti fu prescelto per il suo indiscusso valore artistico e lautamente compensato per gli affreschi votivi voluti dalle istituzioni civiche napoletane.
Mattia Preti portò a compimento l'opera affidatagli entro i primi mesi del 1659. Gli affreschi ebbero però sorte sfortunata: già nel 1688 un terremoto li danneggiò molto gravemente. Gli agenti atmosferici fecero il resto è già al tempo del De Dominici, come ci dice lo stesso erudito partenopeo, delle pitture sulle porte napoletane restava ben poco. Nei secoli a seguire alcune delle sette porte sormontate dai dipinti votivi furono abbattute ed anche in quelle ancora esistenti si procedette all'eliminazione di ogni resto dell'affresco con la tamponatura della nicchia muraria che lo ospitava. Unica eccezione è la Porta San Gennaro dove, per quanto in stato precario, la pittura del Preti è ancora percepibile. 
Naturalmente data la distruzione pressoché integrale degli affreschi non è dato sapere con certezza che cosa essi raffigurassero, salvo ovviamente che per il tema dell'Immacolata affiancata dai tre santi protettori, ripetuto su ogni porta, come deliberato dal Consiglio degli Eletti. Tema che occupava la parte alta dell'affresco come si deduce sia da quel che resta su Porta San Gennaro sia dai mirabili bozzetti pretiani di Capodimonte (sui quali più avanti). 
In verità il De Dominici ha lasciato una descrizione abbastanza dettagliata di tutti e sette gli affreschi - anche delle parti in basso, dedicate alla rappresentazione delle tragedie della peste napoletana - ma essendo gli stessi già quasi del tutto perduti nel momento in cui egli ne scrive (né indicando quali fossero le sue fonti) sull'attendibilità di queste descrizioni vi sono dei dubbi.
Sempre secondo il De Dominici, ma anche questo è un dato che non può essere verificato, lo stesso Mattia Preti raccontava che per raffigurare su Porta Spirito Santo un drammatico episodio dei giorni della peste - cioè, una bambina che tentava di succhiare il latte dal seno vizzo della madre già morta ed accasciata sul sagrato di una chiesa - il pittore si sarebbe rifatto ad un evento cui aveva personalmente assistito.

## Iconografia

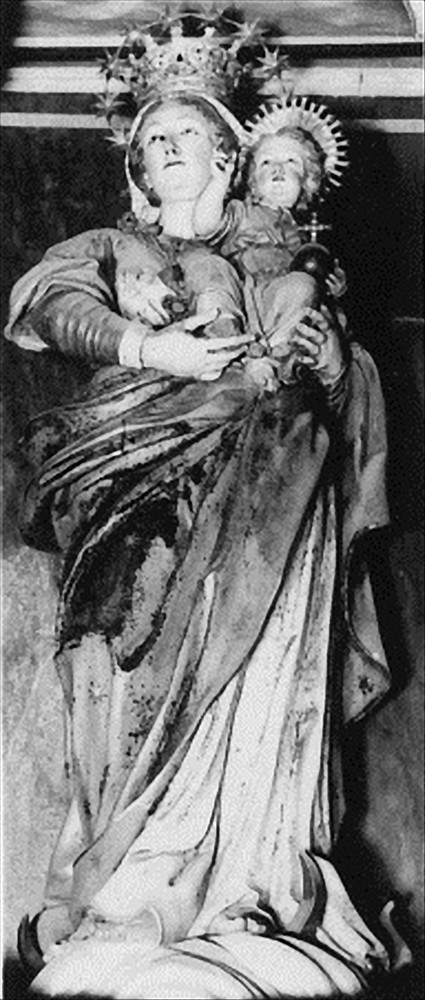
La statua dell'Immacolata Concezione appartenuta a suor Orsola Benincasa

Tornando al programma figurativo prescritto dal Consiglio degli Eletti per la decorazione delle porte, un primo elemento peculiare è dato dall'indicazione che l'Immacolata avrebbe dovuto essere raffigurata con il Bambino in grembo (come in effetti si riscontra sia nell'incisione di Perrey che nei dipinti di Mattia Preti). 
In effetti, mentre il richiamo all'Immacolata è coerente alla funzione votiva degli affreschi - nel senso che la purezza della Vergine dal peccato, immune anche da quello originale, è chiara antitesi ai peccati dell'umanità puniti con la peste - meno immediata è la presenza del Bambino che nella consolidata iconografia dell'Immacolata Concezione - derivata dal Libro dell'Apocalisse - usualmente è assente.
L'insolita rappresentazione del Bambino tra le braccia della Vergine Immacolata è stata spiegata con la particolare devozione che nei momenti più tragici della pestilenza i napoletani rivolsero alla chiesa dell'Immacolata Concezione fondata a fine Cinquecento dalla suora Orsola Benincasa, chiesa che in quei terribili giorni fu meta di continui pellegrinaggi e dove moltissime persone, in specie le donne del popolo, erano costantemente in preghiera. 
In questa chiesa si trova una statua lignea della Vergine Immacolata, appartenuta alla stessa suor Orsola, ove la Madonna ha in braccio il Bambino. La prescrizione degli Eletti di raffigurare sulle porte della città l'Immacolata in questo modo inusuale è quindi un omaggio proprio alla statua situata nella chiesa fondata da suor Orsola Benincasa, luogo che aveva assunto un significato così pregnante per il popolo di Napoli durante la sciagura. Fu questa scultura quindi il modello iconografico della Madonna Immacolata posta al centro degli affreschi di Mattia Preti (nonché dell'immagine del Perrey).
Sempre come previsto dalla deliberazione degli Eletti, tre santi affiancano la Vergine nell'intercessione della benevolenza divina per la città afflitta dal morbo: san Gennaro, san Francesco Saverio e santa Rosalia.
La presenza del primo si spiega facilmente con la sentita devozione tributata dai napoletani all'antico vescovo e martire che proprio nel corso del diciassettesimo secolo riceveva nuovo impulso con il diffondersi della credenza che a salvare la città da una rovinosa eruzione del Vesuvio avvenuta nel 1631 fosse stato proprio un miracolo di san Gennaro propiziato dall'esposizione processionale delle celeberrime ampolle che per i credenti ne contengono il sangue. 
Non a caso in uno dei bozzetti di Capodimonte come nell'affresco salvatosi a fianco di san Gennaro si vede un piccolo angelo che offre alla Vergine le ampolle del suo sangue miracoloso.

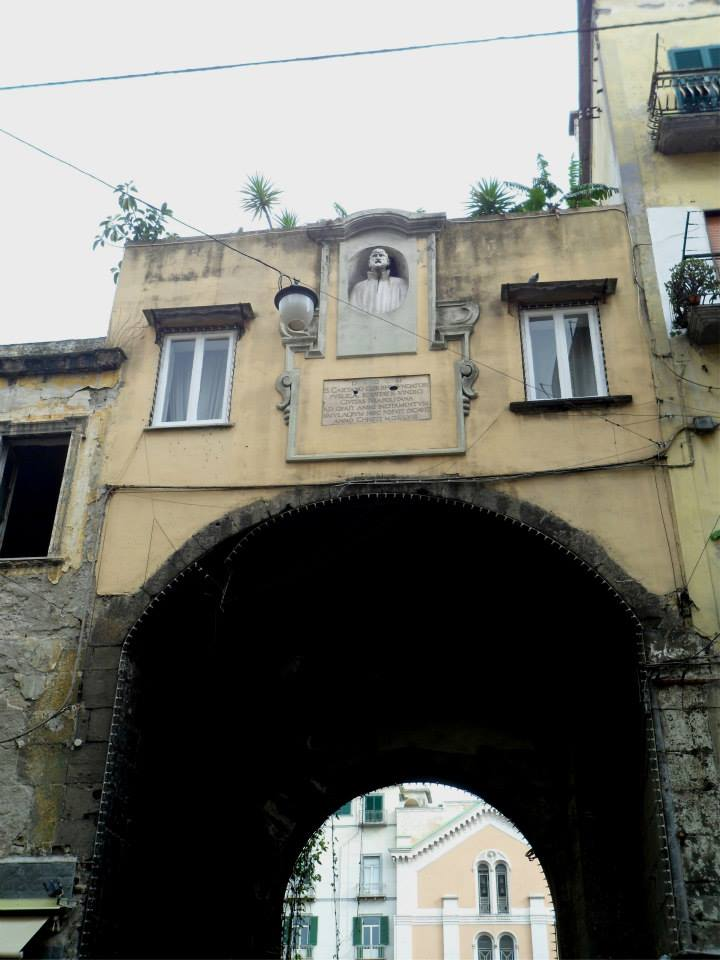
Busto di san Gaetano su Porta Nolana

Santa Rosalia invece non era oggetto di un radicato culto locale, tuttavia essa si era recentemente guadagnata fama di protettrice dalla peste durante l’epidemia che colpì Palermo nel 1624 ed evidentemente gli Eletti vollero "mettere a frutto" tale capacità della santa siciliana.
Di san Francesco Saverio, come già detto, erano note le doti taumaturgiche, ma la sua presenza negli affreschi delle porte ha anche un'altra ragione. Il missionario spagnolo infatti era (ed è) uno dei simboli della Compagnia di Gesù (di cui era membro). La sua inclusione nel programma figurativo fu quindi anche un omaggio alla potente congregazione gesuita che peraltro nei giorni della peste si era prodigata per alleviare le sofferenze del popolo. 
La presenza di san Francesco Saverio tuttavia suscitò la stizza del non meno influente ordine teatino - che a sua volta rivendicava la sua indefessa opera di assistenza agli appestati -, ordine che lamentava l'assenza nei dipinti di san Gaetano Thiene, cofondatore dei teatini, anch'egli molto invocato durante la peste di Napoli. 
Resisi conto dello sgarbo fatto ai teatini, gli Eletti rimediarono stabilendo che sul lato interno di ognuna delle porte che ospitavano i dipinti del Preti - che erano sul lato esterno della cinta muraria - fosse inserito un busto di san Gaetano.
Resta da chiedersi perché come collocazione di quest'imponente ex voto si scelsero proprio le porte cittadine. Possibile spiegazione è che nell'immaginario del passato le porte fossero intese come una sineddoche dell’intera città: il senso di tale collocazione degli affreschi era quindi la simbolica sottomissione di tutta Napoli, del suo popolo e delle sue istituzioni, alla protezione della Vergine Immacolata. Le porte della città inoltre, inevitabili interruzioni della cinta muraria, erano sempre punti critici del suo sistema difensivo: la caduta di una porta solitamente determinava la resa della città agli attacchi provenienti dall'esterno. Gli affreschi quindi assumevano anche una particolare valenza apotropaica contro la più temuta delle minacce esterne, per l'appunto, la peste.

## Descrizione e stile

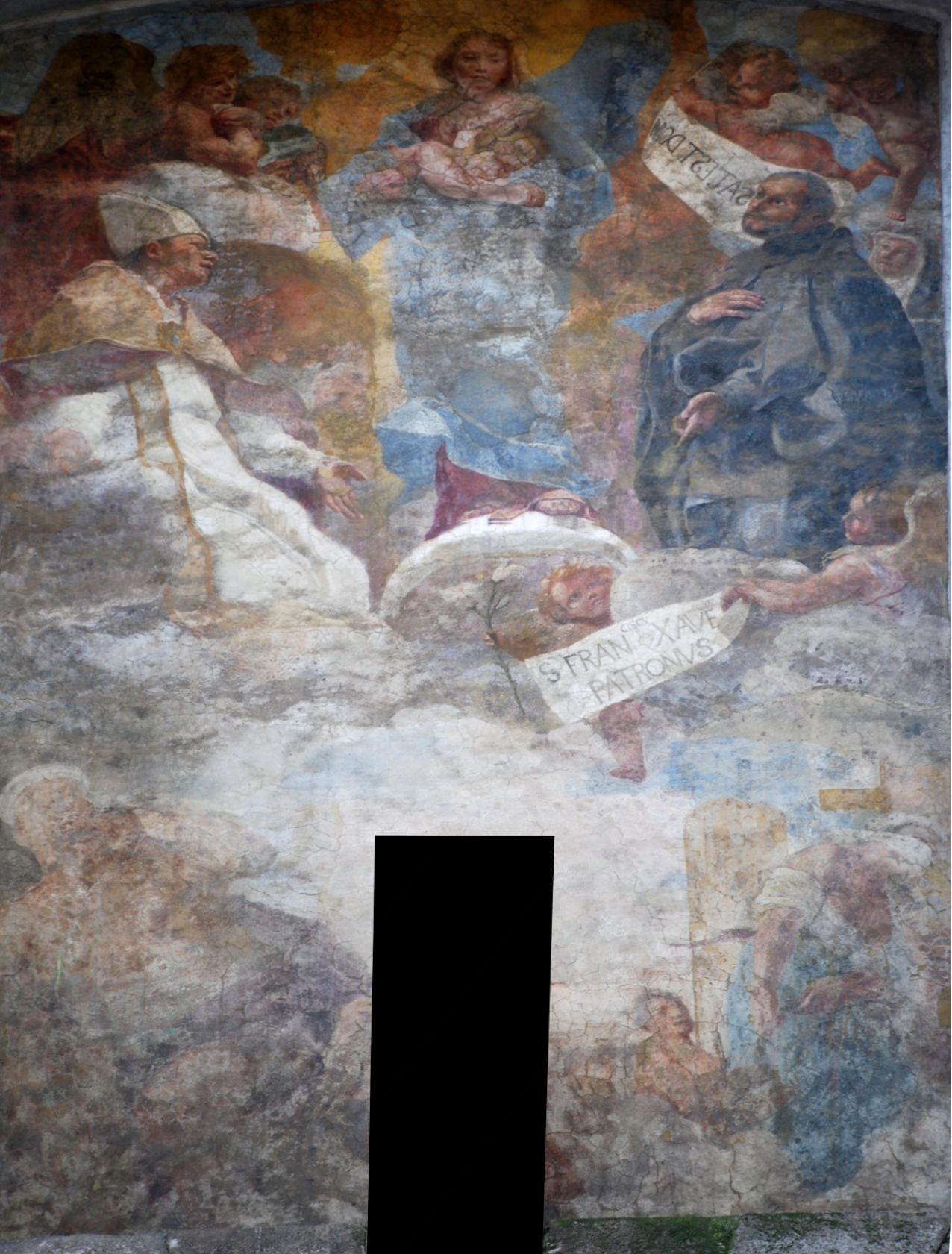
Affresco della Porta San Gennaro

Le uniche testimonianze pittoriche pervenuteci della decorazione pretiana delle porte di Napoli sono costituite da quanto resta su Porta San Gennaro e da due bozzetti preparatori degli affreschi custoditi nel Museo di Capodimonte.
Come si coglie sia dal dipinto murale che dai bozzetti, la scena è divisa in due registri. In quello alto la Vergine col Bambino domina il centro della scena e poggia su una falce di luna, tipico attributo iconografico dell'Immacolata Concezione. Accompagnano la Madonna nell'intercessione per la salvezza di Napoli i già citati san Gennaro, san Francesco Saverio e santa Rosalia (quest'ultima, nell'affresco è collocata in secondo piano, in abito monacale alle spalle del santo gesuita e si riconosce per la ghirlanda di rose che la incorona). Sia nell'affresco superstite sia in uno dei due bozzetti, tra gli angioletti che affiancano san Gennaro ve ne è uno che mostra alla Vergine le ampolle del sangue miracoloso del santo patrono offerto per propiziare la fine della peste. 

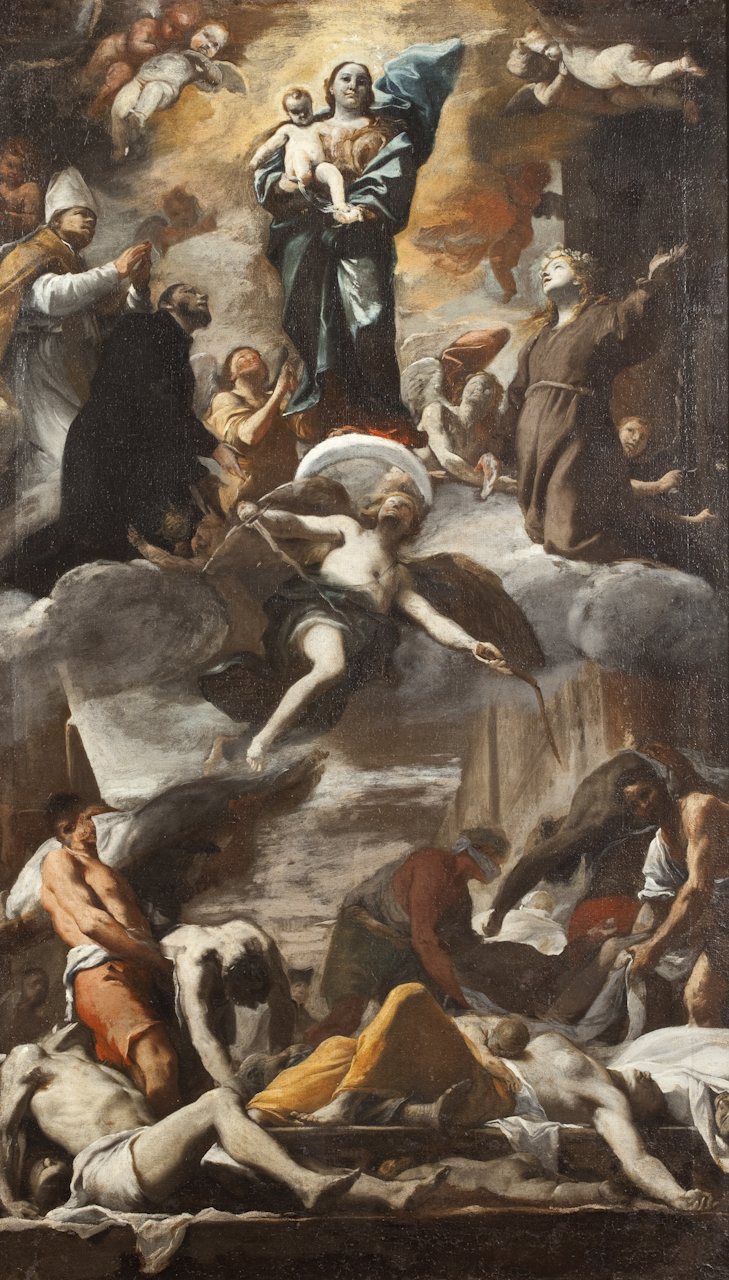
Mattia Preti, il secondo bozzetto di Capodimonte

Sempre nel registro alto, elemento presente nei bozzetti ma non nel dipinto di Porta San Gennaro, vi è un arcangelo che rinfodera la spada: con ogni probabilità Mattia Preti qui cita l'antica leggenda romana circa l'apparizione su Castel Sant'Angelo (edificio che proprio da tale accadimento prese questo nome) dell'Arcangelo Michele durante una processione officiata da papa Gregorio Magno per chiedere la fine di una pestilenza che aveva colpito Roma. L'Arcangelo Michele fu per l'appunto visto rimettere nel fodero la spada (come mostra anche la statua posta sul castello a ricordo di questo miracolo) per significare che l'ira divina era stata placata e che quindi - come in effetti, secondo la leggenda, avvenne - la peste avrebbe avuto fine.
Benché nell'unico affresco arrivato fino a noi l'arcangelo non ci sia, il De Dominici ci dice che su altre porte esso venne effettivamente raffigurato: la circostanza può essere creduta, in quanto il medesimo motivo si ritrova nel dipinto di Luca Giordano raffigurante l'intercessione di san Gennaro per la fine della peste, di poco successivo all'impresa di Mattia Preti per le porte cittadine, opera che per questo elemento iconografico e non solo è in rapporto di derivazione con gli affreschi del Cavalier Calabrese.
Nel registro basso sono raffigurate le terribili traversìe patite dagli abitanti della città durante l'epidemia. Per quanto riguarda l'affresco di Porta San Gennaro questa è la parte peggio conservata ed attualmente assai poco leggibile. È tuttavia possibile avvalersi della descrizione del De Dominici, in questo caso credibile riguardando l'unico affresco che egli ha effettivamente visto di persona. Proprio il racconto dello storico napoletano ci consente di risalire all'identità della grande figura a sinistra in basso, oggi poco più di un'ombra: «Nella parte in basso egli [Mattia Preti] espresse la peste in un gran figurone di donna nuda tutta impiagata con cenci in testa, seduta sopra alcuni scalini in un canto del quadro, la qual si morde con rabbiosi denti le mani». Si tratta quindi di una personificazione allegorica della peste, raffigurata in uno dei luoghi, il rione Sanità, più segnati dalla tragedia del 1656.
Nella parte inferiore dei bozzetti vediamo scene di morte con i monatti intenti nel loro lugubre servizio: in un caso il tutto si svolge nell'ambiente urbano e gli appestati sono riversi sullo scalone di un edificio cittadino; nell'altro la scena si sposta su una riva del porto dalla quale si scorge la lanterna del molo e in lontananza una veduta del Vesuvio. Nel groviglio di lividi cadaveri è stata colta la vicinanza della composizione del Preti alla celebre Peste di Azoth di Nicolas Poussin, pittore del quale il Calabrese subì l'influenza nei suoi anni giovanili a Roma.
Notevole fu l'impatto degli affreschi di Mattia Preti sull'ambiente artistico napoletano cui indicarono una via nuova e diversa rispetto al naturalismo riberesco che da decenni informava la scuola pittorica locale.
Sulle porte di Napoli, infatti, il Preti forniva una summa degli stimoli da lui recepiti negli anni precedenti trascorsi tra Roma, l’Emilia e Venezia, suscitando la pronta reazione, come già si è fatto cenno, del giovane Luca Giordano. Fu l'inizio di una nuova pagina della storia della pittura napoletana che per questa via si aprì ad monumentalità decorativa e ad un colorismo di matrice veneziana prima sconosciuti. 
Lungo la linea indicata dal pittore calabrese sulle porte cittadine lo stesso Giordano e dopo di lui Francesco Solimena eleveranno la pittura napoletana della seconda metà del Seicento e ancora d'inizio Settecento al rango di una delle principali scuole artistiche d'Europa.

## Disegni preparatori
Dell'impresa sulle porte di Napoli si conservano anche alcuni disegni preparatori. Nella galleria di immagini che segue si vedono due studi (recto e verso dello stesso foglio di collezione privata) con figure di appestati morti e in agonia cui (nella seconda immagine) si accompagna anche uno schizzo, sulla destra del disegno, della composizione destinata al registro alto dei dipinti con l'Immacolata e i santi protettori. Nella terza immagine vi è uno studio della figura di san Gennaro conservato nell'Ashmolean Museum. La quarta e la quinta immagine sono relative ad ulteriori studi conservati nella Galleria Regionale della Sicilia di Palermo che raffigurano la Vergine Immacolata e un angelo con la spada alle spalle di san Gennaro. 

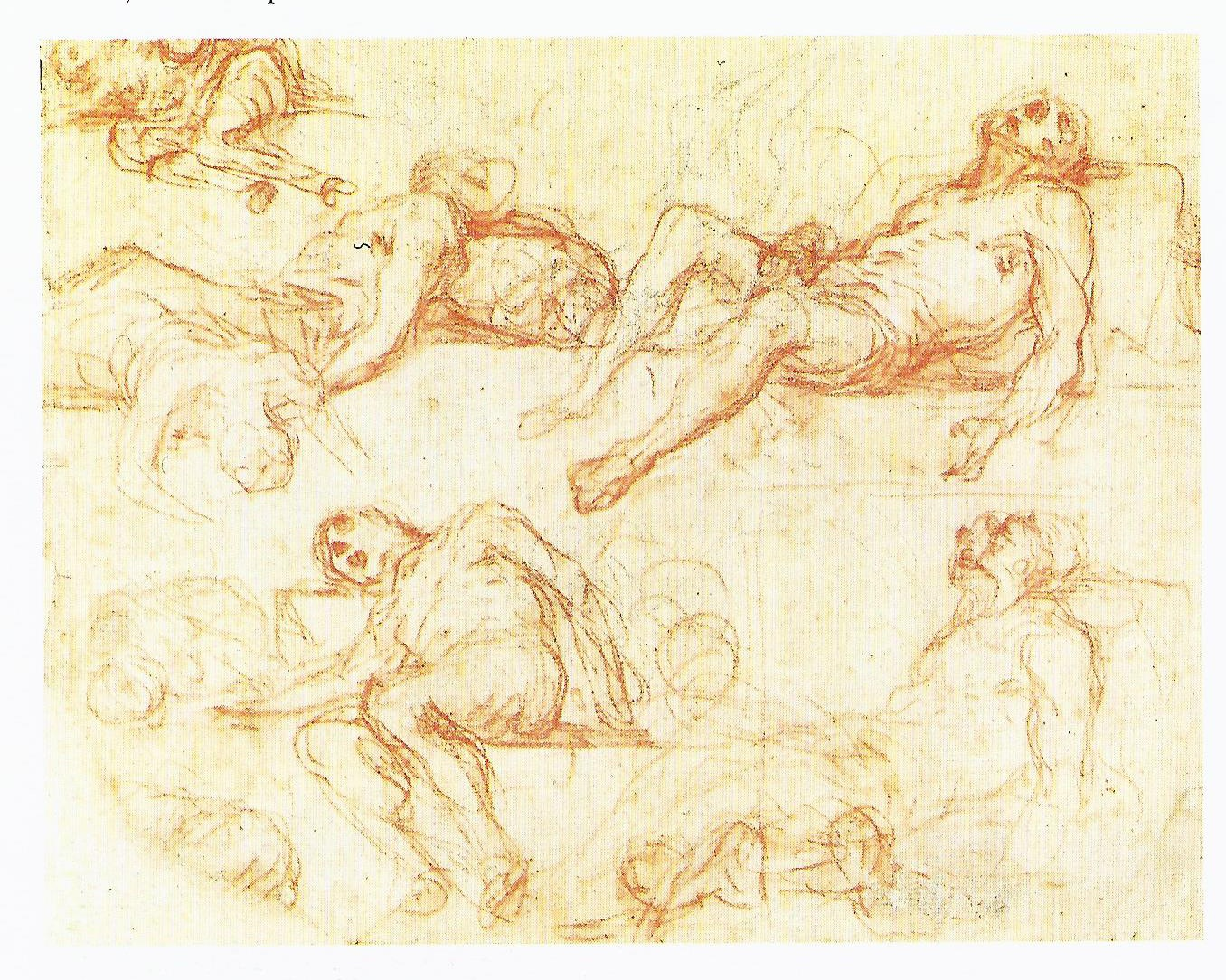
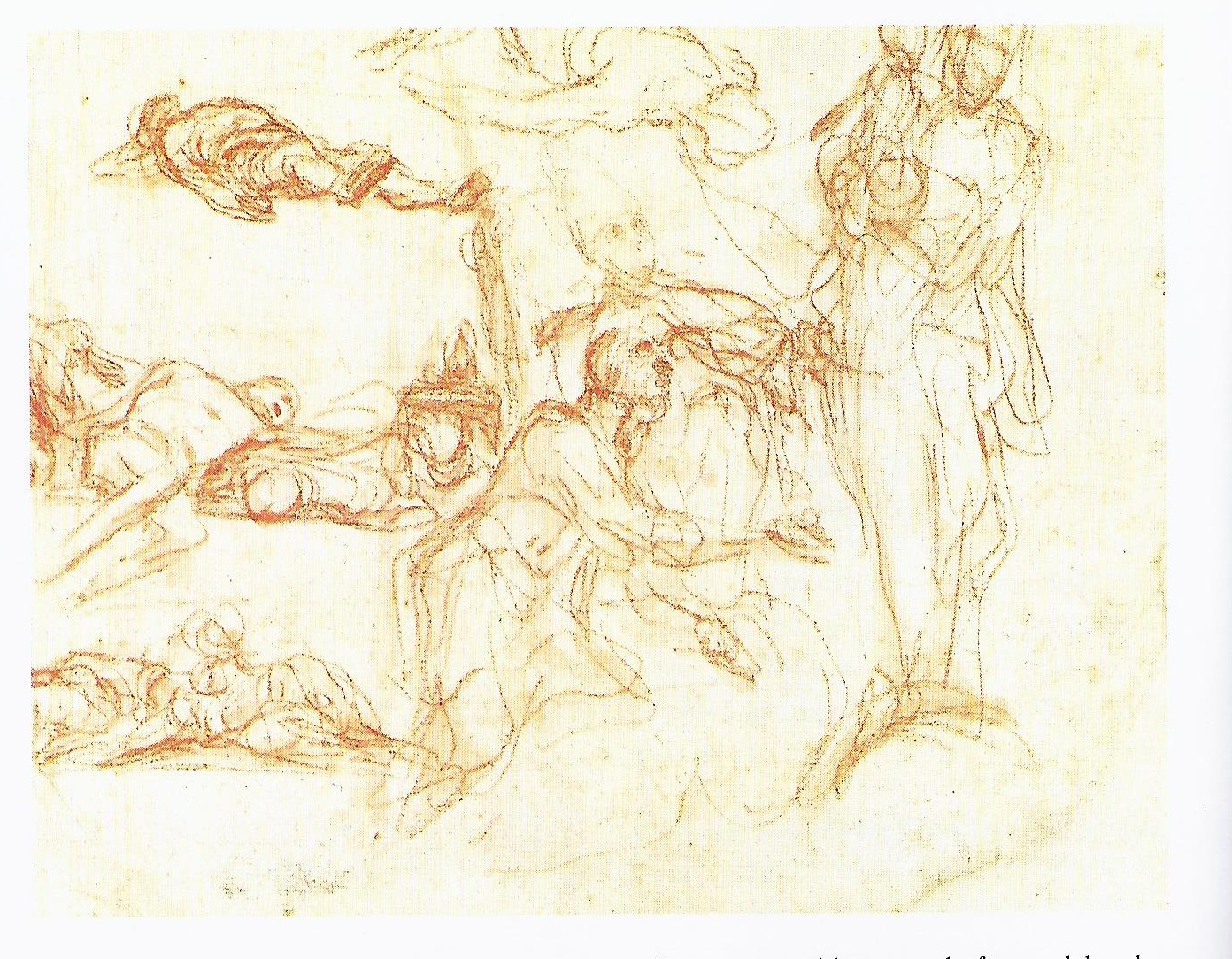
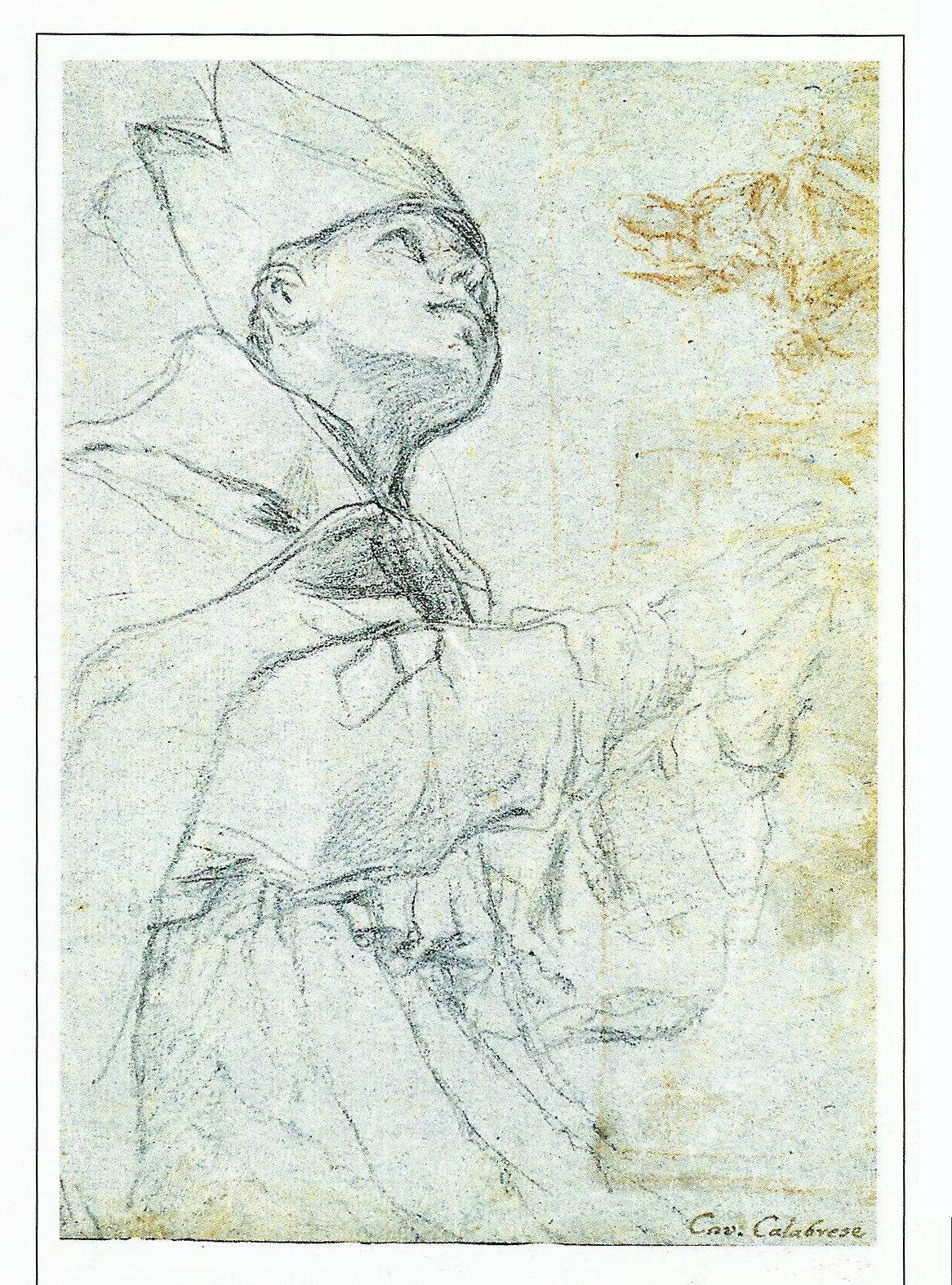
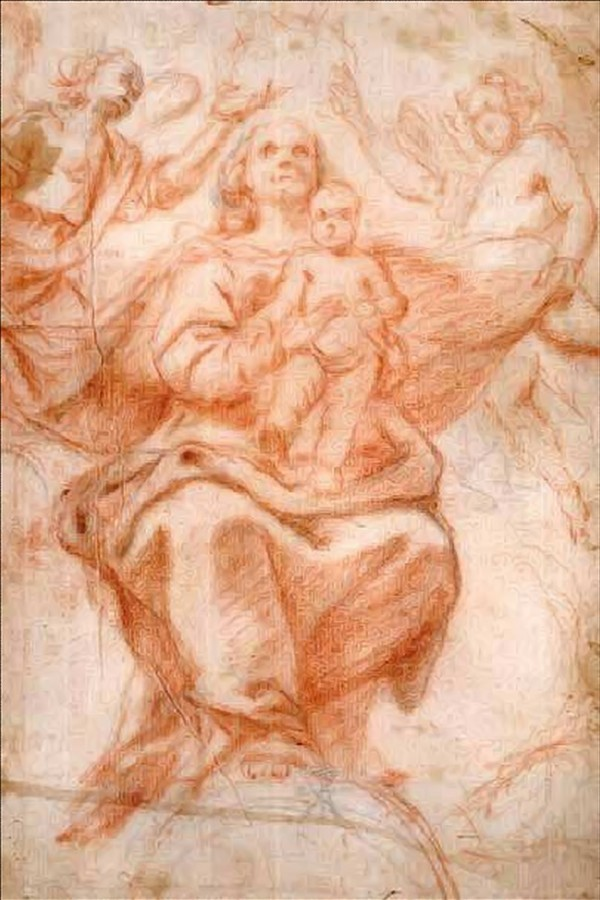
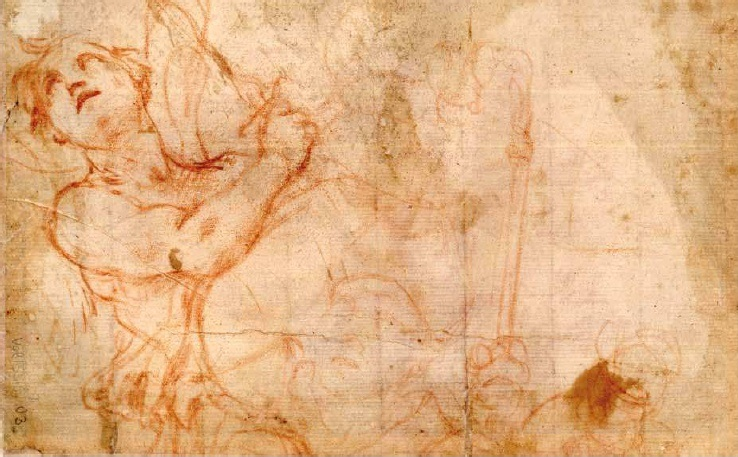